# МАЗ-6422
МАЗ-6422 — советский и белорусский седельный тягач, выпускаемый Минским автомобильным заводом, предназначенный для междугородных и международных грузоперевозок. Создан в 1977 году. Колёсная формула 6 × 4. Из-за двух ведущих задних мостов получил неформальное наименование «СуперМАЗ». МАЗ-6422 является родоначальником автомобилей МАЗ третьего поколения и преемником тягача предыдущего (второго) поколения МАЗ-515. Наряду с базовой моделью выпускались модификации МАЗ-64224 и МАЗ-64229.
Данный тягач, в основном, работает с двухосным полуприцепом МАЗ-9398. Полная масса автопоезда может достигать примерно 43 тонны.

## История и изменения
Работы над новым перспективным семейством тяжёлых грузовиков МАЗ, призванным заменить на конвейере 500-е семейство, были начаты во второй половине 60-х годов. С начала 70-х и до конца десятилетия было построено несколько десятков опытных образцов, отличавшихся оформлением кабины и другими техническими параметрами. Окончательный облик автомобили нового семейства приобрели к 1977 году. В следующем 1978 году опытно-экспериментальный цех завода собрал партию из 10 единиц "товарных" образцов. В дальнейшем сборка МАЗ-6422 проходила в опытно-экспериментальном цехе, минуя главный конвейер завода, по меньшей мере до 1984 года, хотя собираемые автомобили считались уже серийными и были включены в план завода. К апрелю 1983 года был собран уже тысячный автомобиль нового семейства.
Встать на конвейер семейство МАЗ-6422/5432 смогло 8 апреля 1984 года, а полностью вытеснить грузовики предыдущего семейства - лишь к концу 1990 года.
Кабина тягача кардинально отличается от предшественника. Изменена форма фар, решётка радиатора, форма кабины — эра округлённых форм кузовов закончилась в 1960-х. Поменялся тип лобового стекла — оно стало не раздвоенным (со средней стойкой), а панорамным. Также замечается отсутствие противоударного громоздкого бампера, который был в предыдущей модели. Вместо него появился новый, где в результате введения ГОСТ 8769—75, приведшего советскую автомобильную светотехнику в соответствие с рекомендациями ЕЭК ООН (ныне правила № 48), и стал размещаться основной блок фар. На крыше появился новый спойлер.
Также изменена «начинка» кабины — поменялись рычаги управления и руль, в котором, впервые в советское время среди грузовых автомобилей, находится сигнал (гудок), так как в предыдущих он был в виде спецшнура.
В начале 90-х годов завод модернизировал выпускаемые автомобили семейства МАЗ. Появилась обновленная кабина с откидной решёткой передней панели, новыми фарами, новой панелью приборов. Со временем были модернизированы передние оси, задние мосты, рама и тормозная система.
С 1995 года на модели МАЗ стали устанавливать двигатели ЯМЗ экологических норм Евро-1, а с 2002 года МАЗ полностью перешёл на двигатели Евро-1.
С 1997 года применяются двигатели ЯМЗ экологических норм Евро-2 (с 2005 года МАЗ полностью перешёл на двигатели Евро-2).
С 2008 года двигатели ЯМЗ автомобилей МАЗ отвечают нормам Евро-3.

## Модификации
- МАЗ-6422 — собственно базовая модель с двигателем ЯМЗ-238Ф мощностью 320 л.с., выпускался с 1981 по 1985 гг
- МАЗ-64221 — модификация с двигателем ЯМЗ-8421 мощностью 360 л. с., выпускается с 1989 г.
- МАЗ-64224 — модификация с двигателем ЯМЗ-8424 мощностью 425 л. с., выпускается с 1989 г.
- МАЗ-64226 — модификация с двигателем MAN 360 л. с. и 16-ступенчатой КПП.
- МАЗ-64227 — модернизированная версия МАЗ-6422, оснащался восьмицилиндровым дизелем ЯМЗ-238Ф и изменённым оформлением передней части, выпускался с 1985 по 1988 г.г.
- МАЗ-64229 — модернизированная версия МАЗ-64227, оснащался двигателем ЯМЗ-238Д мощностью 330 л. с., выпускается с 1987 г.
- МАЗ-642205 - с двигателем ЯМЗ-238ДЕ2 Евро-2, 330 л.с.
- МАЗ-642208 - с двигателем ЯМЗ-7511 Евро-2 400 л.с.
- МАЗ-6422А5 - с двигателем ЯМЗ-6582.10 Евро-3 330 л.с.
- МАЗ-6422А8 - с двигателем ЯМЗ-6581.10 Евро-3, 400 л.с.

## Изображения

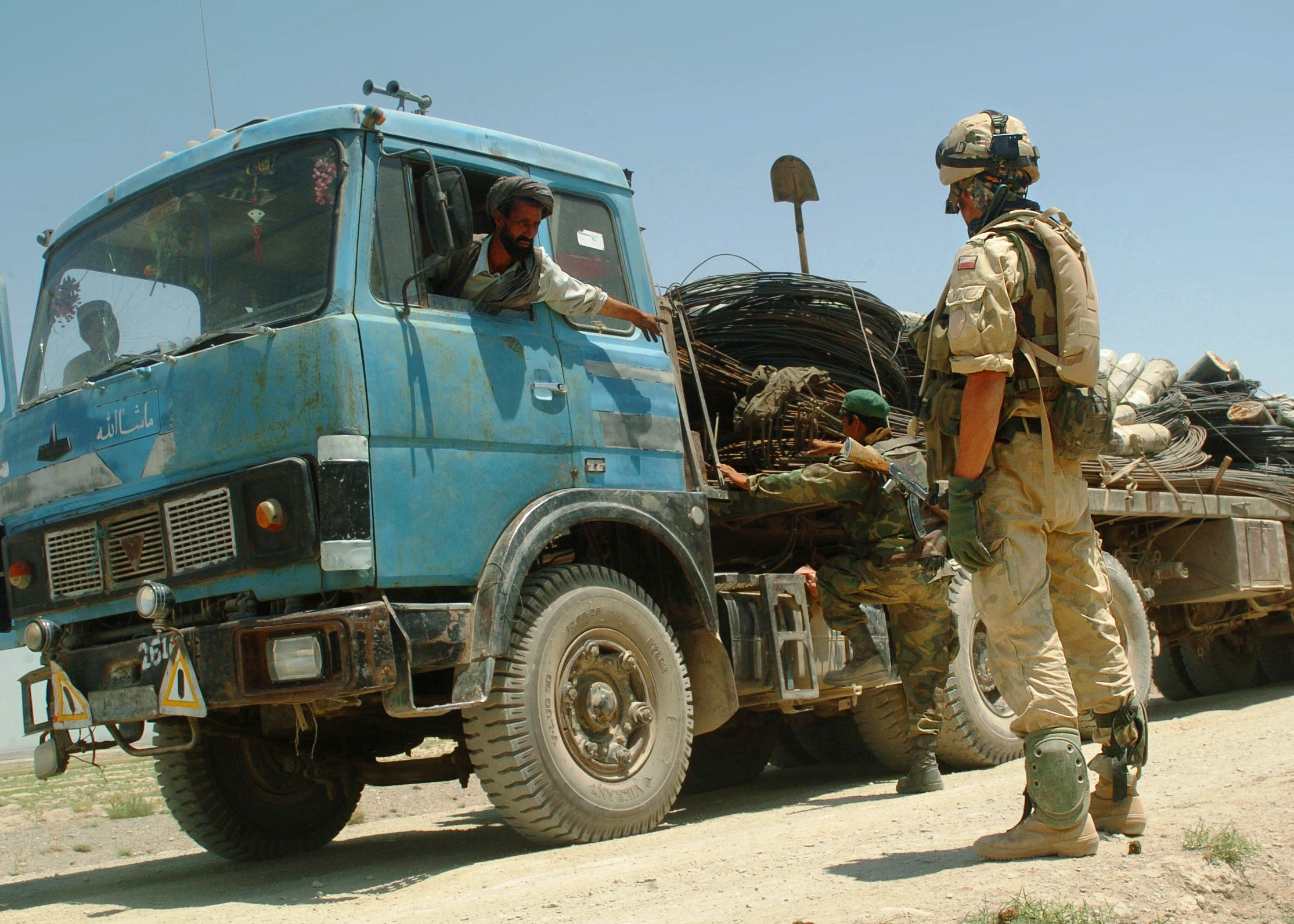
МАЗ-6422 с таким оформлением передней части кабины выпускался до середины 90-х годов
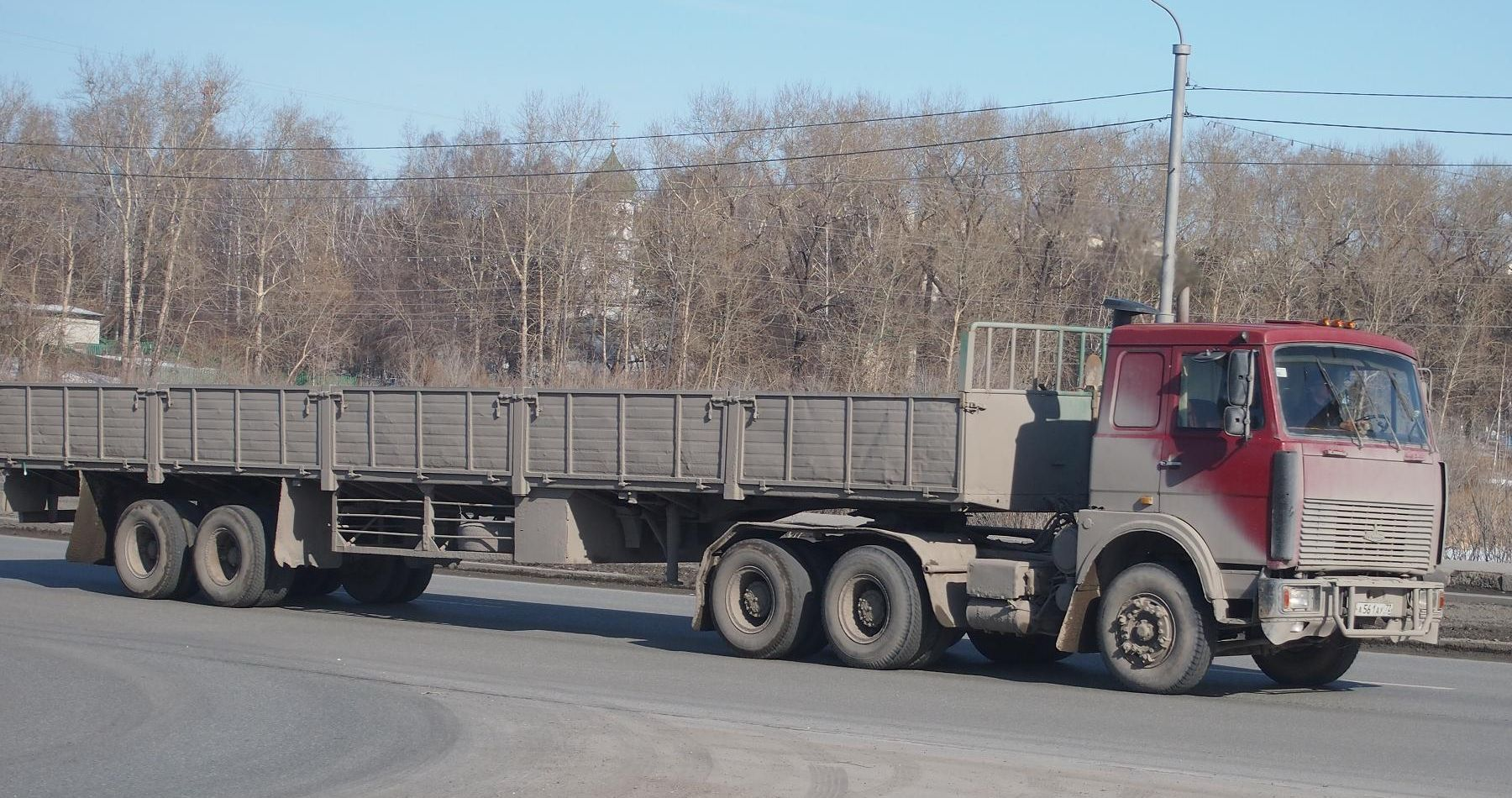
МАЗ-64221
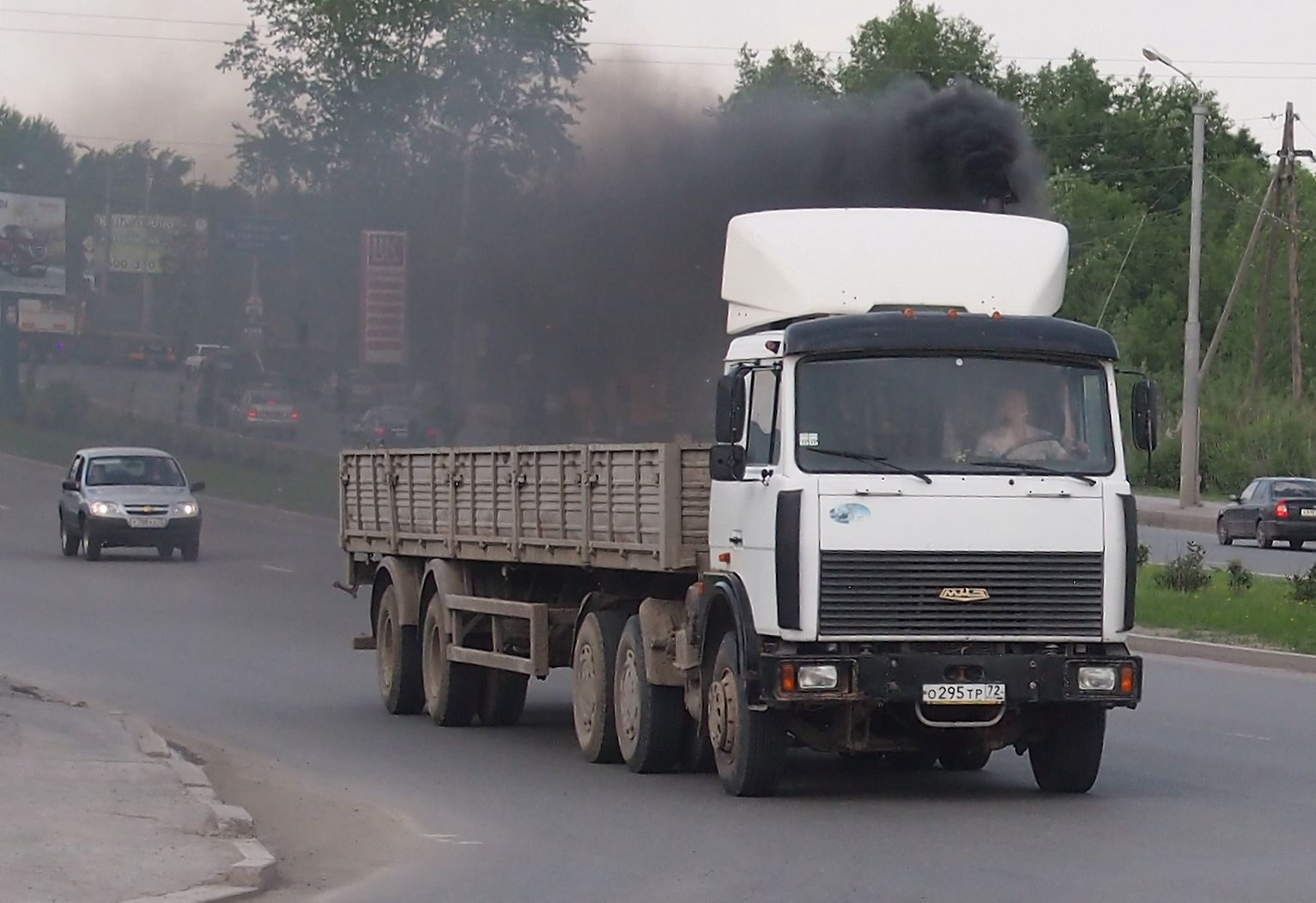
МАЗ-642205-020
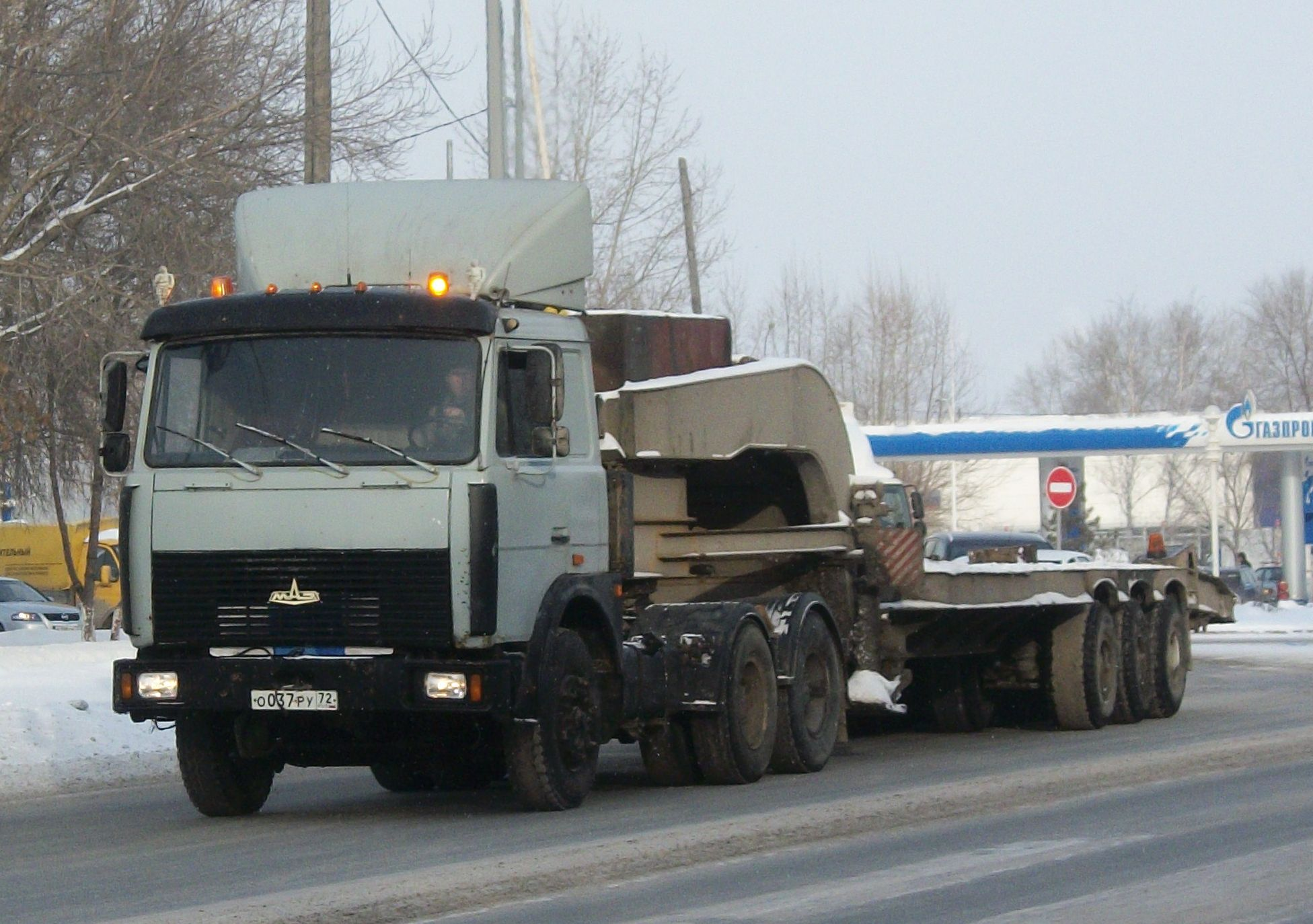
МАЗ-64229-032
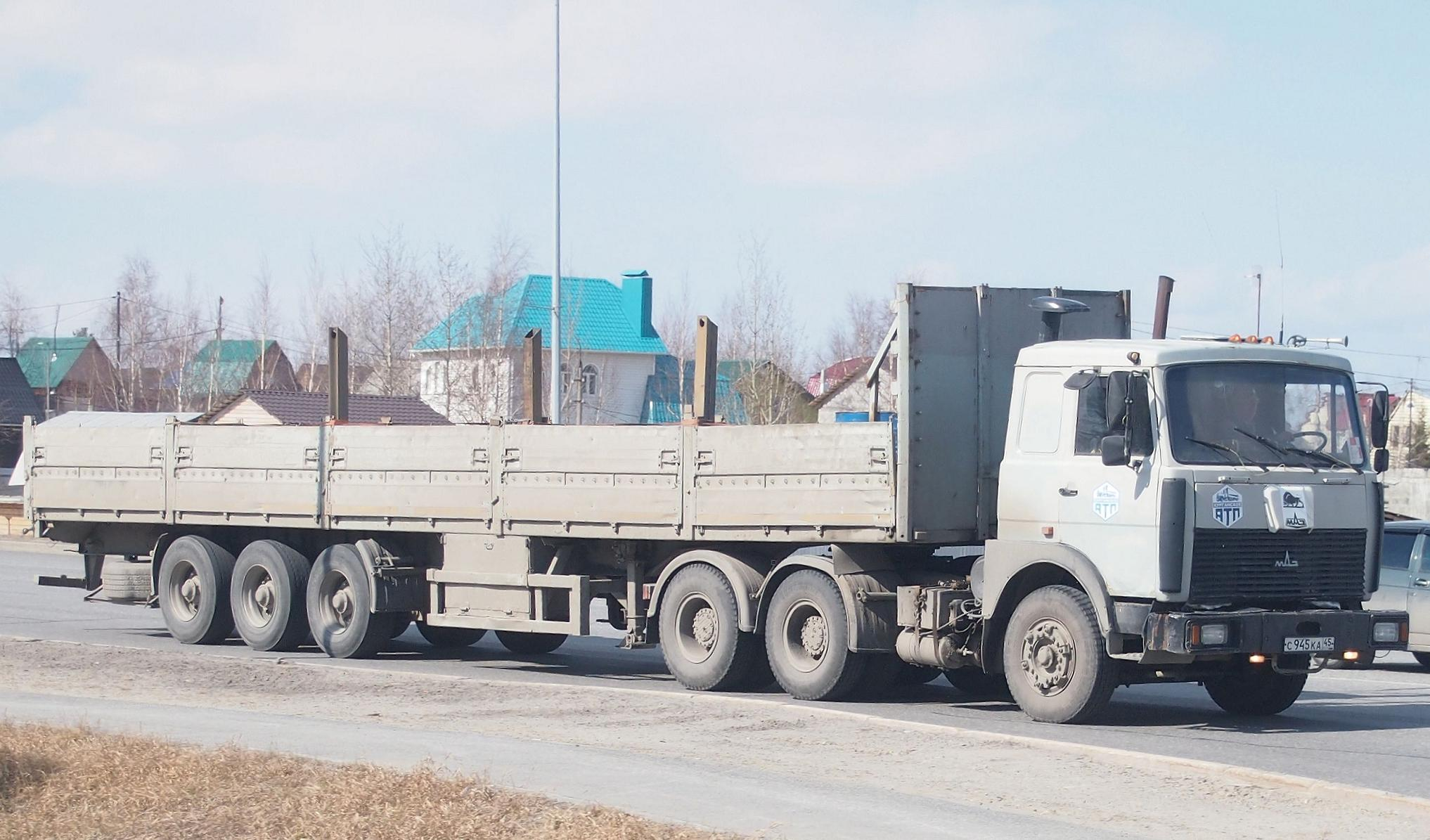
МАЗ-64229-032
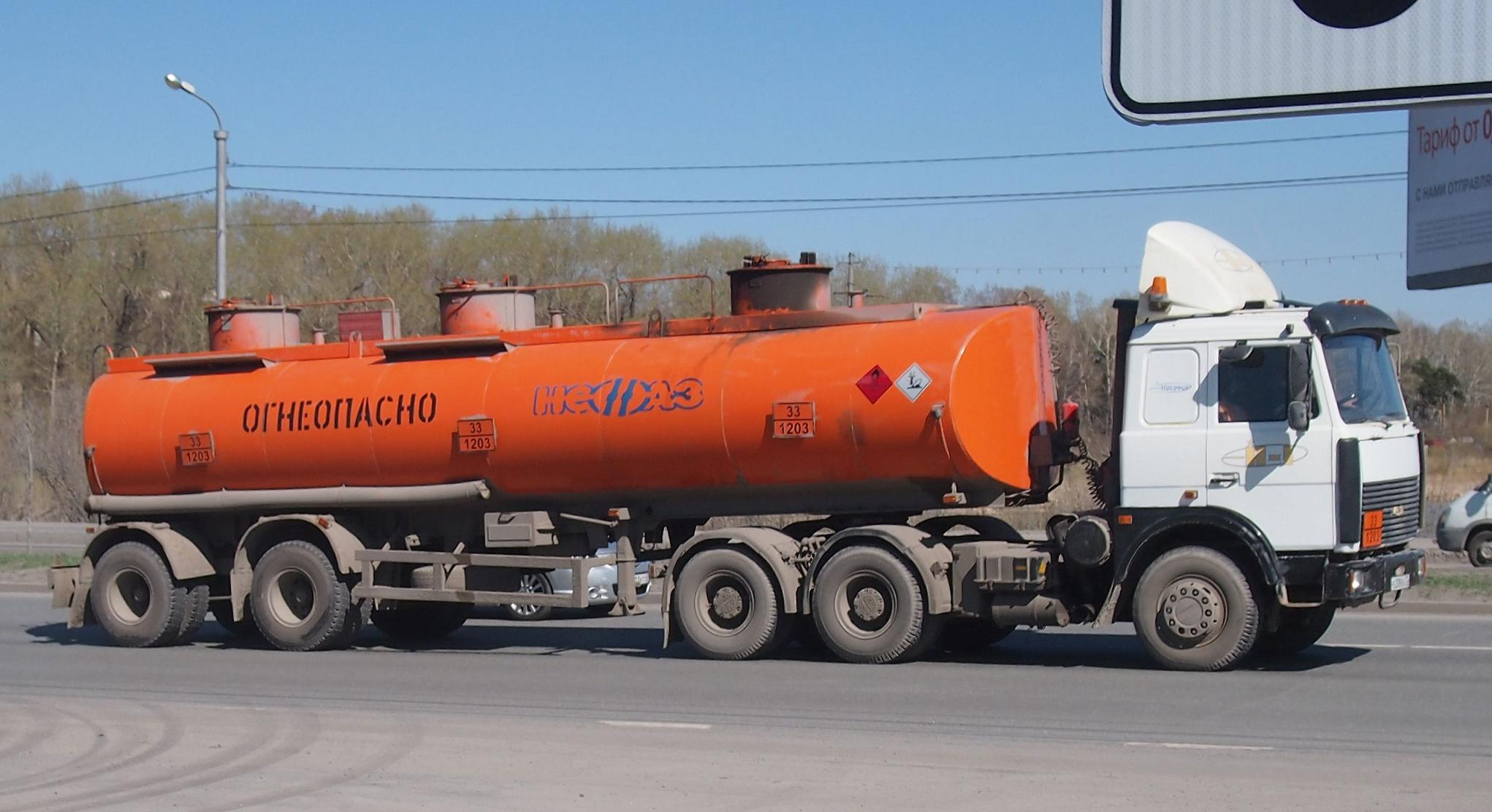
МАЗ-6422А8-330